# Herdern
Herdern é uma comuna da Suíça, no Cantão Turgóvia, com cerca de 911 habitantes. Estende-se por uma área de 13,76 km², de densidade populacional de 66 hab/km². Confina com as seguintes comunas: Homburg, Hüttwilen, Mammern, Pfyn, Warth-Weiningen.
A língua oficial nesta comuna é o Alemão.